# Oprawa mozaikowa

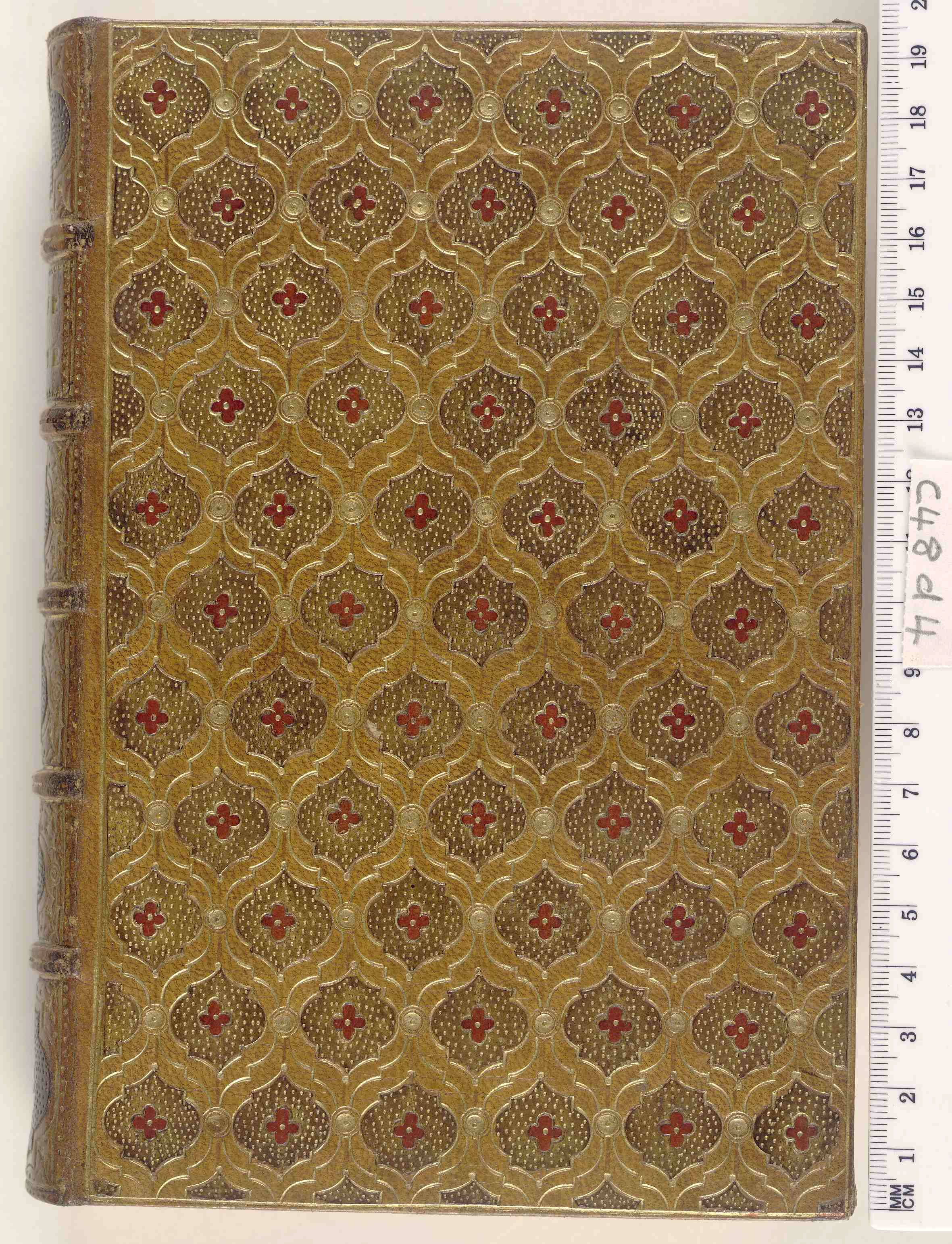
Oprawa mozaikowa Office de la Semaine Sainte autorstwa Antoine-Michela Padeloupa, XVIII w.

Oprawa mozaikowa – rodzaj dekoracji używany na oprawach skórzanych. Stosowany również, choć rzadziej, na średniowiecznych oprawach złotniczych. Występowały dwa sposoby wykonywania mozaiki na oprawie skórzanej: pierwszy polegał na nakładaniu w określonym miejscu kawałków lub cienkich pasków kolorowej skóry na tło skórzane, drugi – na wkomponowywaniu ściśle dopasowanego kawałka skóry w te miejsca tła, z których skórę uprzednio usunięto. 
Rozkwit oprawy mozaikowej przypadł na wiek XVIII, w którym tworzyli je artyści-introligatorzy Antoine-Michel Padeloup i Jean Charles Henri Le Monnier, przedstawiciele znanych rodzin introligatorskich we Francji. 
Padeloup uzyskiwał efekt mozaiki poprzez równomierne powtarzanie jednego motywu dekoracyjnego. Le Monnier wprowadzał motywy kwiatowe i chińskie (pagody, smoki, postacie Chinek i Chińczyków w strojach narodowych). 
Oprawa mozaikowa wymagała zręczności, niezwykłej precyzji, żmudnej pracy i cierpliwości, wykonywano ją więc stosunkowo rzadko i uważano za najbardziej luksusową. Często mozaikę łączono ze złoceniem. Pozwalało to ukryć niedociągnięcia w wykonanej oprawie.